# مرض رئوي خلالي
المرض الرئوي الخلالي (بالإنجليزية: Interstitial lung disease) او مرض مَتْن الرِّئَة المنتشر (DPLD) (بالإنجليزية: diffuse parenchymal lung disease)، يشير إلى مجموعة من الأمراض الرئوية التي تصيب النسيج الخلالي الرئوي (النسيج والفراغ حول الحويصلات الهوائية الرئوية).يشمل ظهارة الحويصلات الهوائية، وبطانة الشعيرات الدموية الرئوية، والغشاء القاعدي، والأنسجة حول الأوعية واللمف المحيطي. قد يحدث عندما تؤدي إصابة الرئتين إلى استجابة شفاء غير طبيعية. في العادة، يُنتج الجسم الكمية المناسبة فقط من الأنسجة لإصلاح الضرر، ولكن في مرض الرئة الخلالي، تتعطل عملية الإصلاح، ويصبح النسيج المحيط بالأكياس الهوائية (الحويصلات الهوائية) متندبًا وسميكًا. هذا يجعل من الصعب على الأكسجين الانتقال إلى مجرى الدم. يظهر المرض بالأعراض التالية: ضيق التنفس، والسعال الجاف، والتعب، وفقدان الوزن، والتي تميل إلى التطور ببطء، على مدى عدة أشهر. متوسط معدل البقاء على قيد الحياة لشخص مصاب بهذا المرض يتراوح بين ثلاث وخمس سنوات. يُستخدم مصطلح ILD لتمييز هذه الأمراض عن أمراض الرئة المسدودة.
هناك أنواع محددة لدى الأطفال، تُعرف باسم أمراض الرئة الخلالية عند الأطفال. يُستخدم الاختصار ChILD أحيانًا لهذه المجموعة من الأمراض. عند الأطفال، تشمل الفيزيولوجيا المرضية مكونًا وراثيًا، أو إصابة مرتبطة بالتعرض، أو خلل في المناعة الذاتية، أو جميع المكونات.
يُصاب 30 إلى 40٪ من المصابين بمرض الرئة الخلالي في النهاية بالتليف الرئوي الذي يبلغ متوسط البقاء على قيد الحياة فيه 2.5-3.5 سنوات. التليف الرئوي مجهول السبب هو مرض رئوي خلالي لا يمكن تحديد سبب واضح له (مجهول السبب) ويرتبط بنتائج نموذجية لكل من التصوير الشعاعي (التليف القاعدي والمرتكز على الجنبة المنخربة) والمرضي (التليف غير المتجانس زمانيًا ومكانيًا، والتخرب النسيجي المرضي، وبؤر الأرومة الليفيَّة).
في عام 2015، أثر مرض الرئة الخلالي، جنبًا إلى جنب مع الساركويد الرئوي، على 1.9 مليون شخص. وأدّت هذه الأمراض إلى 122 ألف حالة وفاة.

## الأسباب
المرض الرئوي الخلالي يمكن تصنيفه الى ما إذا كان سببها غير معروف (مجهول السبب) أو معروف (ثانوي):

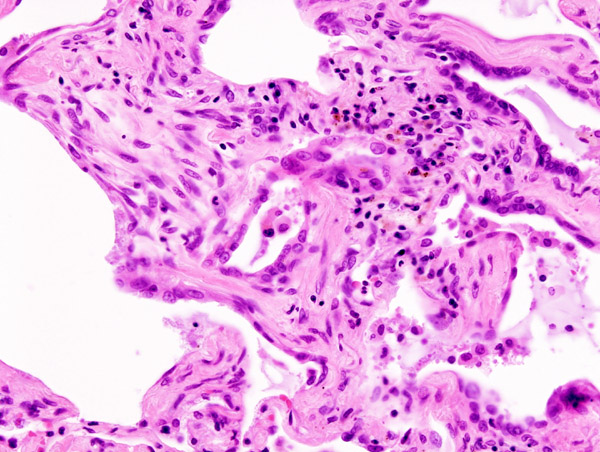
تشريح مرضي نسيجي من تليف رئوي يبين النسيج الرئوي الخلالي بإستخدام صبغة (Hematoxylin & eosin)

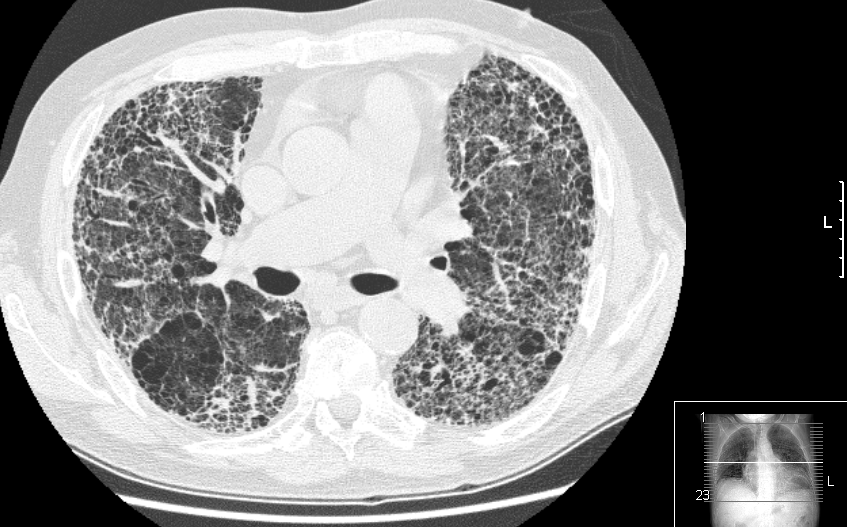
صورة طيقية - تليف رئوي بسبب التهاب رئوي خلالي

### مجهول السبب
الألتهاب الرئوي الخلالي مجهول السبب هو المصطلح الذي يُطلق على أمراض الرئة الخلالية ذات السبب غير المعروف. وهي تمثل غالبية حالات أمراض الرئة الخلالية (ما يصل إلى ثلثي الحالات). وقد صُنفت فرعيًا من قبل الجمعية الأمريكية لطب الصدر في عام 2002 إلى 7 مجموعات فرعية:
- التليف الرئوي مجهول السبب (IPF): المجموعة الفرعية الأكثر شيوعًا، حيث تمثل أكثر من 30٪ من أمراض الرئة الخلالية
- الالتهاب الرئوي الخلالي التوسفي (DIP)
- الالتهاب الرئوي الخلالي الحاد (AIP): يُعرف أيضًا باسم متلازمة هامان-ريتش
- الالتهاب الرئوي الخلالي غير النوعي (NSIP)
- التهاب القصيبات التنفسي الرئوي الخلالي (RB-ILD)
- الالتهاب الرئوي المنظم الخفي (COP): يُعرف أيضًا بالاسم القديم التهاب القصيبات المسدّ للالتهاب الرئوي المنظم (BOOP)
- الالتهاب الرئوي الخلالي اللمفاوي (LIP)

### الثانوية
أمراض الرئة الخلالية الثانوية هي تلك الأمراض التي لها سبب معروف، بما في ذلك:

#### النسيج الضام وأمراض المناعة الذاتية
يمثل المرض المرتبط بالنسيج الضام ما يقرب من 25٪ من جميع حالات مرض الرئة الخلالي.
- داء الساركويد
- التهاب المفاصل الروماتويدي
- الذئبة الحمامية الشاملة
- تصلب الجلد المجموعي
- التهاب العضلات
- التهاب العضلات والجلد
- متلازمة مكافحة التخليق

#### المواد المستنشقة (تغبر الرئة)
- غير عضوي
  - السحار السيليسي
  - داء الأسبست
  - التسمم بالبيريليوم
  - المواد الكيميائية المستخدمة في الطباعة الصناعية (مثل أسود الكربون، وضباب الحبر)
- عضوي
  - التهاب فرط التحسس الرئوي (التهاب للحويصلات الهوائية الموجودة في الرئة بسبب الحساسية الزائدة لغبار المواد العضوية)، يمثل حوالي 15% من حالات مرض الرئة الخلالي.

#### ناتج عن الأدوية
- المضادات الحيوية (على سبيل المثال، النيتروفورانتوين وعقاقير السلفا)
- العلاج الكيميائي
- مضادات اضطراب النظم
- ستاتين
- التدخين[12]
  - التليف الخلالي المرتبط بالتدخين (SRIF) هو مثال على نوع من أمراض الرئة الخلالية المعروفة بأنها ناجمة عن التدخين.

#### بسبب العدوى
- مرض فيروس كورونا 2019 (كوفيد 19)[13]
- التهاب رئوي لانموذجي
- ذات الرئة بالمتكيسة الجؤجؤية
- السل
- المتدثرة التراخومية
- فيروس مخلوي تنفسي

#### بسبب السرطان
- التهاب الأوعية اللمفية السرطاني [الإنجليزية]

#### مرض الرئة الخلالي عند الأطفال ومرض الرئة الخلالي بشكل رئيسي عند الأطفال
- اضطرابات النمو المنتشرة
- شذوذ النمو وعوز التنسج السنخي
- حالات الرضع ذات السبب غير المحدد
- مرض الرئة الخلالي المتعلق بمنطقة الفاعل بالسطح السنخي[14]

## التشخيص

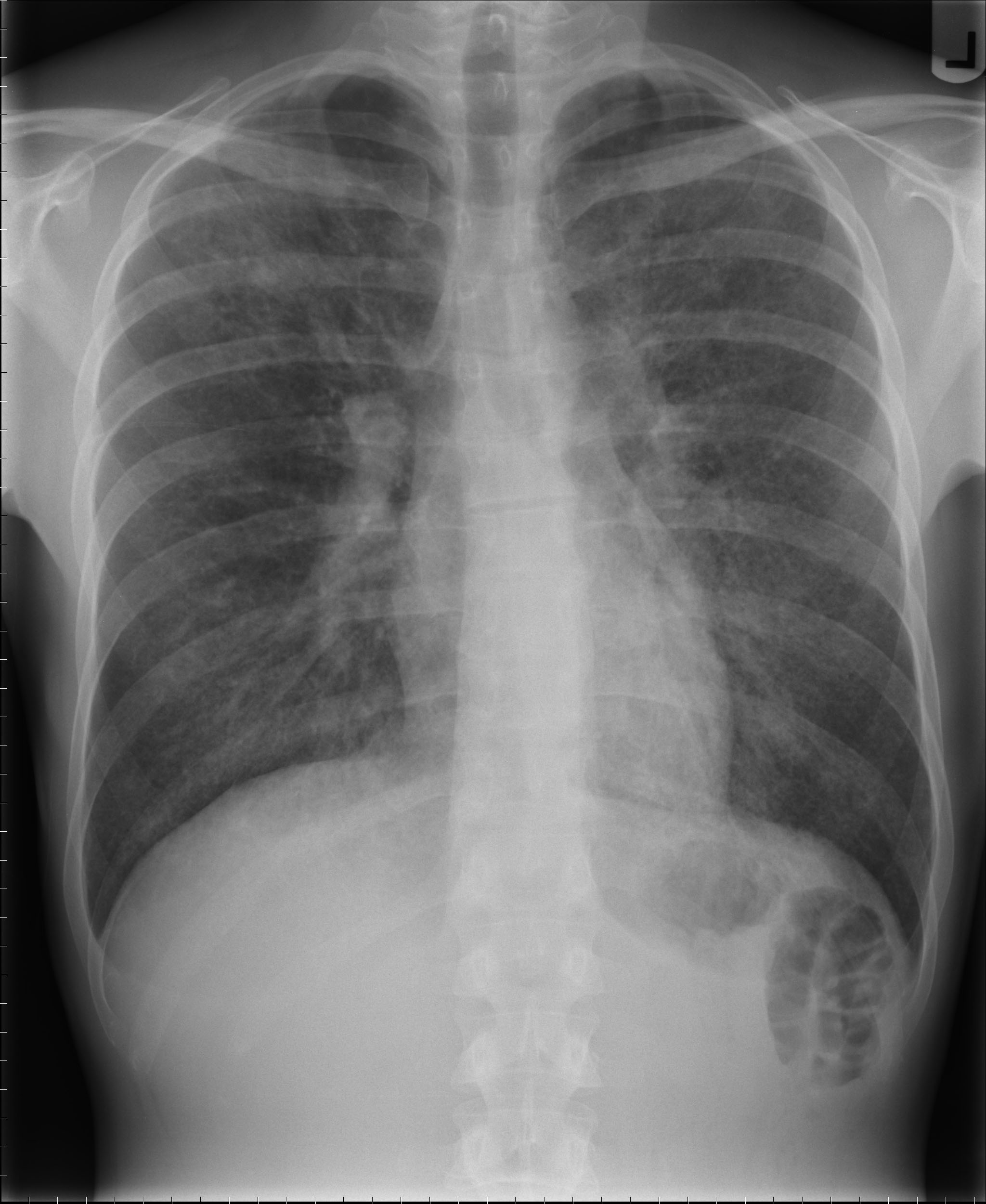
يمكن أن يتطور ذات الرئة بالمتكيسة الجؤجؤية مع مرض الرئة الخلالي، كما هو موضح في العلامات الشبكية على صورة الأشعة السينية للصدر الأمامي هذه.

البحث مصمم وفقًا للأعراض والعلامات. إن التاريخ الصحيح والمفصل الذي يبحث عن التعرض المهني، وعن علامات الحالات المذكورة أعلاه هو الجزء الأول وربما الأهم من العمل في المرضى الذين يعانون من مرض الرئة الخلالي. عند الفحص، تُعدّ كراكر الفيلكرو، حيث تُقارن الكراكر بصوت فتح شريط الفيلكرو، شائعة في مرض الرئة الخلالي. تُظهر اختبارات وظائف الرئة عادةً عيبًا تقييديًا مع انخفاض قدرة انتشار أول أكسيد الكربون (DLCO) مما يشير إلى انخفاض انتقال الغازات من الحويصلات الهوائية إلى الشعيرات الدموية. يُشار إلى اختبار وظائف الرئة لجميع الأشخاص المصابين بمرض الرئة الخلالي، والتي يُعدّ فقدان حجم الهواء الكلي في الرئة (FVC) وانخفاض قدرة انتشار أول أكسيد الكربون مؤشرًا إنذاريًا لها، حيث يرتبط فقدان حجم الهواء الكلي في الرئة بأكثر من 5٪ سنويًا بتشخيص سيئ في الأنواع الفرعية الليفية من مرض الرئة الخلالي.
يتمتع التصوير بالأشعة السينية للصدر بحساسية 63٪ وخصوصية 93٪ لمرض الرئة الخلالي. مع التقدم في التصوير المقطعي المحوسب، حلّت فحوصات التصوير المقطعي للصدر محل خزعة الرئة كاختبار تشخيصي مفضل لمرض الرئة الخلالي. يتمتع التصوير المقطعي للصدر بحساسية 91٪ وخصوصية 71٪ لمرض الرئة الخلالي. في البلدان ذات الدخل المرتفع، يخضع أقل من 10٪ من المصابين بمرض الرئة الخلالي لخزعة من الرئة كجزء من التقييم التشخيصي.
يلزم أخذ خزعة من الرئة إذا لم يكن التاريخ السريري والتصوير يوحيان بوضوح بتشخيص محدد أو لا يمكن استبعاد الورم الخبيث. ترتبط خزعة الرئة الجراحية أو عن طريق خزعة جراحية بمساعدة الفيديو بالتنظير الصدري (VATS) بمعدل وفيات يصل إلى 1-2٪. ترتبط الخزعة المِجمدة عبر القصبات الهوائية بتنظير القصبات، حيث تُدخل كاميرا في الممرات الهوائية يتبعها تجميد سريع لمنطقة من أنسجة الرئة قبل الخزعة، بمعدل مضاعفات أقل ومعدل وفيات أقل بكثير مقارنة بخزعة VATS أو الخزعة الجراحية مع دقة تشخيصية قابلة للمقارنة تقريبًا. هناك أربعة أنواع من الأنماط النسيجية المرضية التي تُرى في مرض الرئة الخلالي: الالتهاب الرئوي الخلالي المعتاد، والالتهاب الرئوي الخلالي اللانوعي، والالتهاب الرئوي المنظم، وتلف الحويصلات الهوائية المنتشر. هناك تداخل كبير بين السمات النسيجية المرضية والإشعاعية لكل نوع من أنواع مرض الرئة الخلالي مما يجعل التشخيص صعبًا؛ حتى مع خزعة الرئة، لا يمكن تصنيف 15٪ من حالات مرض الرئة الخلالي.

### اختبار وظائف الرئة
من المحتمل أن يخضع معظم المرضى الذين يشتبه في إصابتهم بداء الرئة الخلالي لاختبار وظائف الرئة الكامل. هذه الاختبارات مفيدة في التشخيص وتحديد شدة المرض. على الرغم من وجود تنوع كبير في داء الرئة الخلالي، فإن معظمها يتبع نمطًا تقييديًا. تُعرَّف العيوب التقييدية بانخفاض السعة الرئوية الكلية (TLC)، والحجم المتبقي (RV)، والسعة الحيوية القسرية (FVC)، وحجم الزفير القسري في ثانية واحدة (FEV1). نظرًا لانخفاض كل من FVC وFEV1، تظل نسبة FVC إلى FEV1 طبيعية أو تزداد. مع ازدياد تقدم المرض وتصلب الرئتين، ستستمر أحجام الرئة في الانخفاض؛ يرتبط انخفاض نتائج TLC وRV وFVC وFEV1 بتطور مرض أكثر حدة وتشخيص أسوأ.

### الأشعة السينية والتصوير المقطعي المحوسب
عادةً ما يكون التصوير الشعاعي للصدر هو أول اختبار للكشف عن أمراض الرئة الخلالية، ولكن يمكن أن يكون التصوير الشعاعي للصدر طبيعيًا في ما يصل إلى 10٪ من المرضى، خاصةً في وقت مبكر من عملية المرض.
التصوير المقطعي المحوسب عالي الدقة للصدر هو الطريقة المفضلة، ويختلف عن التصوير المقطعي الروتيني للصدر. يفحص صندوق التصوير المقطعي المحوسب التقليدي (العادي) شرائح مقاس 7-10 مم يحصل عليها على فترات 10 مم؛ يفحص التصوير المقطعي عالي الدقة شرائح 1-1.5 مم بفواصل زمنية 10 مم باستخدام خوارزمية إعادة بناء عالية التردد المكاني. لذلك، يوفر التصوير المقطعي المحوسب عالي الدقة دقة أكثر بنحو 10 مرات من صندوق التصوير المقطعي المحوسب التقليدي، ما يسمح للتصوير المقطعي المحوسب عالي الدقة باستنباط تفاصيل لا يمكن تصورها بطريقة أخرى.
ومع ذلك، فإن المظهر الإشعاعي وحده غير كافٍ ويجب تفسيره في السياق السريري، مع الأخذ في الاعتبار المظهر الزمني لعملية المرض.
يمكن تصنيف أمراض الرئة الخلالية وفقًا للأنماط الإشعاعية.

#### نمط التعتيم
التصلد
- حاد:
  - مُتلازمات النزف السنخي
  - الالتهاب الرئوي اليوزيني الحاد
  - الالتهاب الرئوي الخلالي الحاد
  - الالتهاب الرئوي المنظم مجهول السبب
- مزمن:
  - الالتهاب الرئوي اليوزيني المزمن
  - الالتهاب الرئوي المنظم مجهول السبب
  - اضطرابات تكاثر الخلايا اللمفاوية
  - داء بروتيني سنخي رئوي
  - الساركويد

عتامات خطية أو شبكية
- حاد:
  - وذمة رئوية
- مزمن:
  - التليف الرئوي مجهول السبب
  - أمراض الرئة الخلالية المرتبطة بالنسيج الضام
  - داء الأسبست
  - الساركويد
  - التهاب رئوي بفرط التحسس
  - أمراض الرئة الناتجة عن الأدوية

عقيدات صغيرة
- حاد:
  - التهاب رئوي بفرط التحسس
- مزمن:
  - التهاب رئوي بفرط التحسس
  - الساركويد
  - السحار السيليسي
  - سحار عمال الفحم
  - التهاب القصيبات التنفسي
  - التحص المكروي السنخي

تكيّسات هوائية
- مزمن:
  - كثرة المنسجات لخلايا لانغر هانز الرئوية
  - ورام عضلي أملس وعائي لمفي رئوي
  - رئة منخربة الناجمة عن التليف الرئوي مجهول السبب (IPF) أو أمراض أخرى

تعتيم الزجاج المصنفر
- حاد:
  - متلازمات النزف السنخي
  - وذمة رئوية
  - التهاب رئوي بفرط التحسس
  - التعرض الاستنشاقي الحاد
  - أمراض الرئة الناجمة عن الأدوية
  - الالتهاب الرئوي الخلالي الحاد

- مزمن:
  - الالتهاب الرئوي الخلالي اللانوعي
  - التهاب القصيبات التنفسي المرتبط بأمراض الرئة الخلالية
  - الالتهاب الرئوي التوسفي الخلالي
  - أمراض الرئة الناجمة عن الأدوية
  - داء بروتيني سنخي رئوي

سماكة في الحاجز السنخي
- حاد:
  - وذمة رئوية[22]

- مزمن:
  - التهاب الأوعية اللمفية السرطاني
  - داء بروتيني سنخي رئوي
  - الساركويد
  - مرض انسداد الوريد الرئوي

#### التوزيع
غلَبة الفص العلوي للرئة
- كثرة المنسجات لخلايا لانغر هانز الرئوية
- السحار السيليسي
- سحار عمال الفحم
- التليف الرئوي المرتبط بالكارموستين
- التهاب القصيبات التنفسي المرتبط بأمراض الرئة الخلالية

غلَبة الفص السفلي للرئة
- التليف الرئوي مجهول السبب
- التليف الرئوي المصاحب لأمراض النسيج الضام
- داء الأسبست
- الأستنشاق المزمن

غلبة ما يحيط بالنقير
- الساركويد
- تسمم بالبيريليوم

الغلبة المحيطية
- التليف الرئوي مجهول السبب
- الالتهاب الرئوي اليوزيني المزمن
- الالتهاب الرئوي المنظم مجهول السبب

#### النتائج المرتبطة
الانصباب الجنبي أو السماكة
- الوذمة الرئوية
- أمراض النسيج الضام
- التليف الرئوي
- السرطان اللمفاوي
- الورم الليمفاوي
- الورم العضلي الوعائي اللمفاوي
- أمراض الرئة الناتجة عن الأدوية

تضخم العقد اللمفية
- الساركويد
- السحار السيليسي
- السرطان اللمفاوي
- الورم الليمفاوي
- الالتهاب الرئوي الخلالي اللمفاوي

### الاختبارات الجينية
حُددت الأسباب الجينية لبعض أنواع أمراض أمراض الأطفال المزمنة (أمراض الرئة الخلالية) لدى الأطفال وبعض أشكال أمراض الشرايين التاجية للبالغين. يمكن تحديدها عن طريق اختبارات الدم. بالنسبة لعدد محدود من الحالات، فهذه ميزة أكيدة، حيث يمكن إجراء تشخيص جزيئي دقيق؛ في كثير من الأحيان ليست هناك حاجة لأخذ خزعة من الرئة. الاختبار متاح لـ:

#### أمراض الرئة الخلالية المتعلقة بالمنطقة السطحية السنخية
- نقص الفاعل بالسطح - البروتين - ب (الطفرات في SFTPB)
- نقص الفاعل بالسطح - بروتين سي (الطفرات في SFTPC)
- نقص ABCA3 (الطفرات في ABCA3)
- متلازمة الغدة الدرقية الرئة في الدماغ (الطفرات في TTF1)
- البروتينات السنخية الرئوية الخلقية (الطفرات في CSFR2A ، CSFR2B)

#### اضطراب النمو المنتشر
- خلل التنسج الشعري السنخي (الطفرات في FoxF1)

#### التليف الرئوي مجهول السبب
- الطفرات في إنزيم التيلوميراز العكسي (TERT)
- الطفرات في مكون تيلوميراز RNA (TERC)
- الطفرات في منظم استطالة التيلومير هيليكاز 1 (RTEL1)
- الطفرات في بولي نوكلياز محدد (PARN)

## الفحوصات

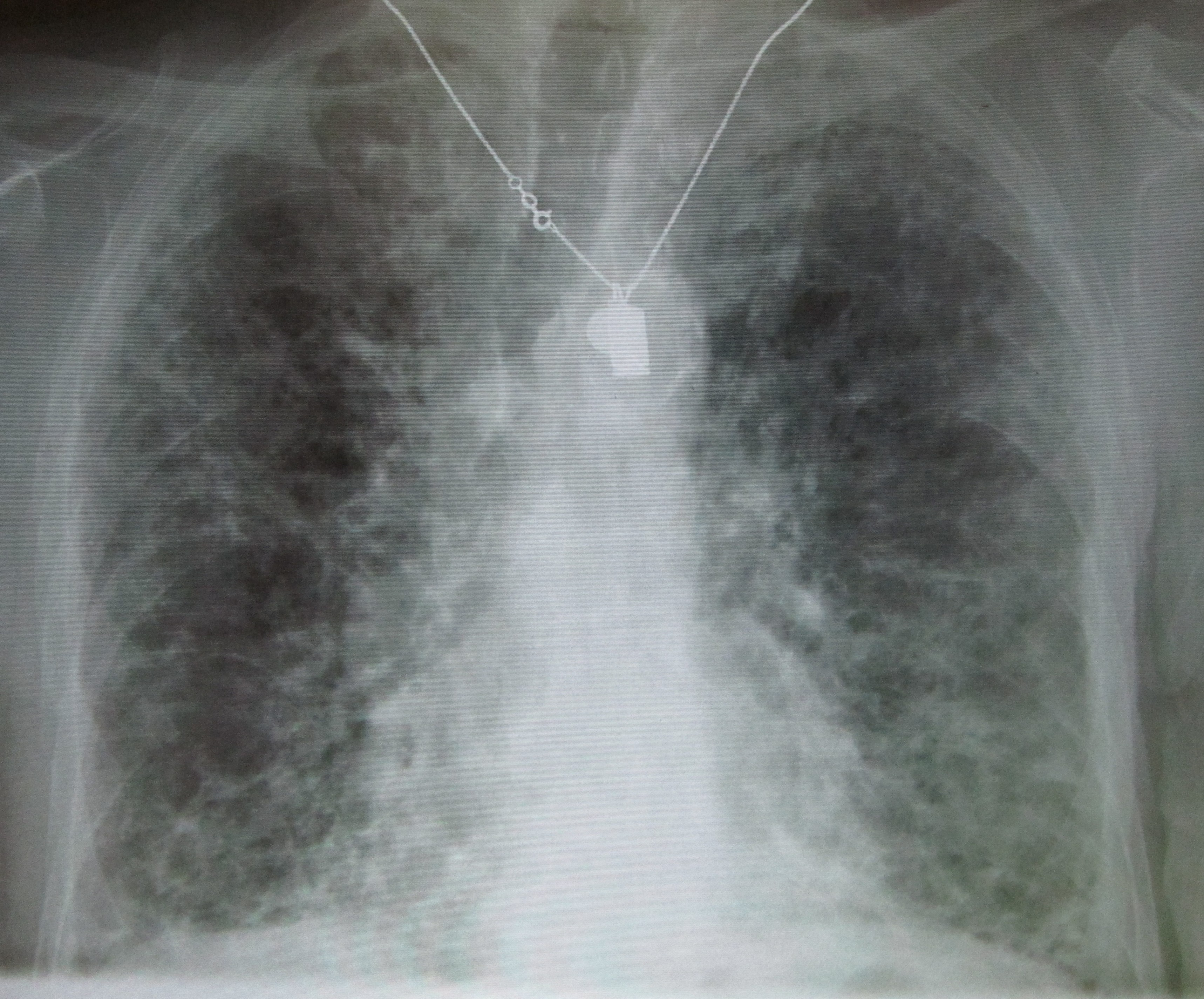
صورة أشعة للصدر تبين تليف بالرئتين نتيجةً لدواء أميودارون

الفحوصات تتضمن تحاليل دم وصورة أشعة للصدر وفحص وظائف الرئة وصورة طبقية عالية الجودة لمنطقة الظهر. قد تُؤخذ خزعة من الرئة إذا لم يستطع الطبيب معرفة السبب عبر السيرة المرضية أو لا يمكن إستثناء أية سرطانات.

## العلاج
المرض الرئوي الخلالي (ILD) ليس مرضًا واحدًا بل يشمل العديد من العمليات المرضية المختلفة، ولذلك يختلف العلاج لكل مرض. إذا جرى إيجاد سبب محدد للتعرض المهني، ينبغي على الشخص تجنب تلك البيئة. إذا اشتبه في وجود سبب دوائي، ينبغي إيقاف ذلك الدواء.

### العلاج بالأكسجين
يُنصح بالعلاج بالأكسجين المنزلي للمصابين بانخفاض كبير في مستويات الأكسجين لديهم. يرتبط العلاج بالأكسجين في المرض الرئوي الخلالي بتحسينات في جودة الحياة، إلا أن تأثيره على تقليل الوفيات غير مؤكد. يمكن أن يكون العلاج بالأكسجين طويل الأمد مفيدًا للمرضى المصابين بالمرض الرئوي الخلالي ونقص تأكسج الدم لتعزيز تبادل الغازات، وتقليل ضيق التنفس، وزيادة النشاط البدني.

### تأهيل الجهاز التنفسي
يعد تأهيل الجهاز التنفسي مفيدًا، مع استدامة الفوائد على المدى الطويل، وتحسين القدرة على ممارسة الرياضة (كما يقاس باختبار المشي لمدة ست دقائق)، وتخفيف ضيق التنفس، وتحسين جودة الحياة.

### زراعة الرئة
يعد زرع الرئة خيارًا في حال تقدم المرض الرئوي الخلالي على الرغم من العلاج لدى المرضى المختارين بعناية الذين لا يوجد لديهم موانع أخرى. يبلغ متوسط العمر المتوقع بعد زرع الرئة 5.2 سنوات للمصابين بالالتهاب الرئوي الخلالي مجهول السبب (بما في ذلك التليف الرئوي مجهول السبب)، و6.7 سنوات للذين لديهم أنواع أخرى من المرض الرئوي الخلالي.

### الأدوية
أظهرت الأدوية المضادة للتليف بيرفنيدون (pirfenidone) ونينتيدانيب (nintedanib) إبطاء تدهور وظائف الرئة (كما قيست بالسعة الحيوية القسرية [FVC]) لدى المصابين بالمرض الرئوي الخلالي مقارنة بالعلاج الوهمي. ارتبط البيرفنيدون بانخفاض بنسبة 45% في السعة الحيوية القسرية بعد 52 أسبوعًا مقارنة بالعلاج الوهمي في تجربة شملت مرضى التليف الرئوي مجهول السبب، وارتبط بإبطاء تدهور السعة الحيوية القسرية لدى المصابين بالتليف الرئوي المترقي. كما ارتبط النينتيدانيب بإبطاء تدهور السعة الحيوية القسرية وزيادة متوسط البقاء على قيد الحياة لدى مرضى المرض الرئوي الخلالي.
للمُعدِّل المناعي توسيليزوماب (tocilizumab) فائدة في المرض الرئوي الخلالي المرتبط بتصلب الجلد من خلال المساعدة في الحفاظ على وظائف الرئة (كما قيست بالسعة الحيوية القسرية) بعد 48 أسبوعًا. أظهرت المعدلات المناعية سيكلوفوسفاميد (cyclophosphamide)، وحمض الميكوفينوليك (mycophenolate mofetil)، وريتوكسيماب (rituximab) جميعها تحسنًا في وظائف الرئة (كما قيست بالنسبة المئوية المتوقعة للسعة الحيوية القسرية) مقارنة بالعلاج الوهمي في حالات تصلب الجلد الجهازي أو المرض الرئوي الخلالي المرتبط بتصلب الجلد.
يعد الموسع الوعائي المستنشق تربروستنل (treprostinil) (وهو بروستاسيكلين اصطناعي يعمل كمماثل لبروستاغلاندين I2) مؤشرًا في علاج ارتفاع ضغط الدم الرئوي الثانوي للمرض الرئوي الخلالي، ويرتبط بتحسين القدرة على ممارسة الرياضة كما قيست باختبار المشي لمدة 6 دقائق.
العديد من الأسباب المجهولة وأمراض النسيج الضام المسببة للمرض الرئوي العلاجي يتم علاجهم بستيرويد قشري. وبعض المرضى يستجيبوا لعلاج تثبيط مناعي.

### الرعاية الداعمة
ينبغي على المصابين بالمرض الرئوي الخلالي الإقلاع عن تدخين السجائر إذا كانوا يدخنون. لقاح المكورة الرئوية، وكوفيد-19، والفيروس المخلوي التنفسي (RSV)، والإنفلونزا، جميعها مُشار إليها لجميع المصابين بالمرض الرئوي الخلالي. من المعروف أن المواد الأفيونية قصيرة المفعول تحسن أعراض ضيق التنفس لدى المصابين بمرض الرئة في مراحله النهائية. كما يُعرف أن مضادات الأفيون نالبوفين والمورفين تحسن السعال لدى المصابين بالمرض الرئوي الخلالي وأمراض الرئة الأخرى في مراحلها النهائية.

## المآل
يبلغ متوسط البقاء على قيد الحياة في التليف الرئوي مجهول السبب 3-3.5 سنوات. وبالنسبة للمرضى الذين يتلقون زراعة الرئة، يبلغ متوسط البقاء في التليف الرئوي مجهول السبب 5.2 سنوات، مقارنة بـ 6.7 سنوات لدى المصابين بأنواع أخرى من أمراض الرئة الخلالية (ILD). ترتبط أمراض الرئة الخلالية بزيادة خطر الإصابة بسرطان الرئة بثلاثة أضعاف.